# Actinote theophila
Actinote theophila är en fjärilsart som beskrevs av Paul Dognin 1888. Actinote theophila ingår i släktet Actinote och familjen praktfjärilar. Inga underarter finns listade i Catalogue of Life.